# Parafia Najświętszej Maryi Panny Częstochowskiej w Cettach
Parafia Najświętszej Maryi Panny Częstochowskiej w Cettach – parafia rzymskokatolicka, znajdująca się w diecezji włocławskiej, w dekanacie chodeckim

## Historia
11 kwietnia 1982 roku biskup włocławski Jan Zaręba erygował parafię. Pierwszym jej proboszczem został ks. Tadeusz Skonieczny. Rok później 21 lipca 1983 roku został wmurowany kamień węgielny. Prace związane z budową świątyni podjął Waldemar Molewski. Ukończony kościół poświęcił bp Henryk Muszyński 23 września 1990 roku. 
20 września 1992 roku drugi proboszcz ks. Zbigniew Durczyński został zamordowany na pobliskiej plebanii. 
Od 20–27 października 2019 roku w parafii odbyły się misje święte prowadzone przez ojców Redemptorystów z Torunia. Zakończeniem misji było poświęcenie i ustawienie nowego krzyża na cmentarzu parafialnym w Cettach.

## Kościoły
- kościół parafialny: Kościół Najświętszej Maryi Panny Częstochowskiej w Cettach

## Proboszczowie
- 1983–1991 ks. kan. Tadeusz Skonieczny
- 1991–1992 ks. Zbigniew Durczyński
- 1992–2005 ks. mgr lic. Józef Seweryn
- 2005–2007 ks. kan. dr Piotr Siołkowski
- 2007–2012 ks. mgr Krzysztof Kacała
- od 2012 ks. mgr Edward Banaszak